# SunExpress
SunExpress è una compagnia aerea turco-tedesca con sede ad Adalia. SunExpress è stata fondata nell'ottobre 1989 come joint venture tra Turkish Airlines e Lufthansa. Opera voli passeggeri di linea e charter verso più di 60 destinazioni in 30 paesi europei, nonché in Nordafrica, Mediterraneo, Mar Nero e Mar Rosso. La compagnia aerea si concentra sul turismo internazionale, sui viaggi etnici e sui voli nazionali turchi verso le città dell'Anatolia.

## Storia
SunExpress è stata fondata ad Adalia nell'ottobre 1989 come joint venture tra Turkish Airlines e Lufthansa. Il suo primo volo risale al 1990.
SunExpress è diventata la prima compagnia aerea privata a offrire voli di linea internazionali dalla Turchia con il suo primo volo Adalia-Francoforte nel 2001. Ha aperto la sua seconda base a Smirne e ha iniziato ad operare voli nazionali nel 2006. Con questo lancio, SunExpress è diventata la prima compagnia aerea a collegare Smirne con le città anatoliche con voli diretti in Turchia.
Nel maggio 2010, SunExpress ha preso in consegna il primo dei sei Boeing 737-800 appena acquistati e ha lanciato la sua nuova identità aziendale inclusi un nuovo logo, una nuova livrea, nuovi colori, uniformi ed elementi di identità visiva.
SunExpress Deutschland GmbH è stata fondata nel 2011. L'azienda ha iniziato la sua attività nel giugno 2011. Oltre alle destinazioni turche sulla costa meridionale, sull'Egeo, sul Mar Nero e nell'est del paese, serviva anche destinazioni lungo il Mediterraneo, Mar Nero, Nord Africa e Mar Rosso.
SunExpress ha deciso di investire in un suo edificio e nel giugno 2012 è stato costruito il SunExpress Plaza. Il nuovo edificio aziendale è stato eretto nel rispetto dell'ambiente e si trova nella natura. Il tema architettonico dell'edificio è la trasparenza e la naturalezza; pertanto ogni stanza è stata progettata in modo da avere accesso alla luce naturale e all'aria fresca. Il sole è una fonte di energia pulita all'interno dell'edificio. I pannelli solari sul tetto generano elettricità sufficiente per fornire energia a tutti i computer. All'esterno dell'edificio, sono stati utilizzati pannelli di vetro "intelligenti" per consentire ai raggi solari di risplendere all'interno dell'edificio, bloccando al contempo il calore indesiderato per aiutare a ridurre i costi di raffreddamento.. L'edificio è composto da un seminterrato e 4 piani che ospitano 250 dipendenti in 87 uffici. Ci sono diversi spazi di categoria speciale che incorporano riunioni, briefing, formazione, deposito e varie sale operatorie speciali. L'edificio ospita anche una sala archivio comune, una sala simulatore di volo stazionaria e un auditorium per uso generale.
Il 23 giugno 2020 è stata liquidata la sussidiaria tedesca di SunExpress, SunExpress Deutschland, che ha dunque cessato le attività. La sua rete di rotte è stata parzialmente rilevata da SunExpress ed Eurowings.

## Flotta

### Flotta attuale

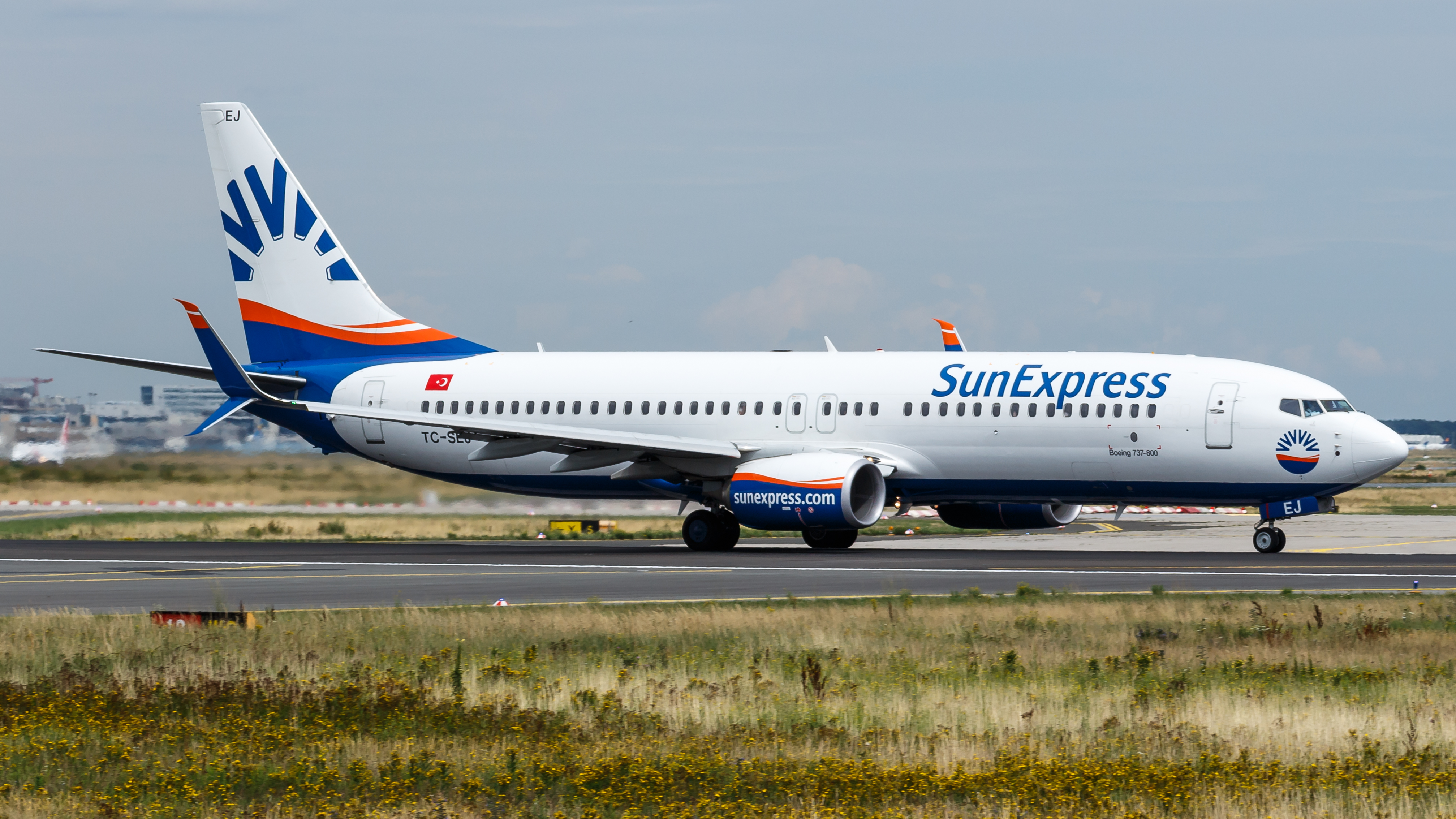
Un Boeing 737-800.

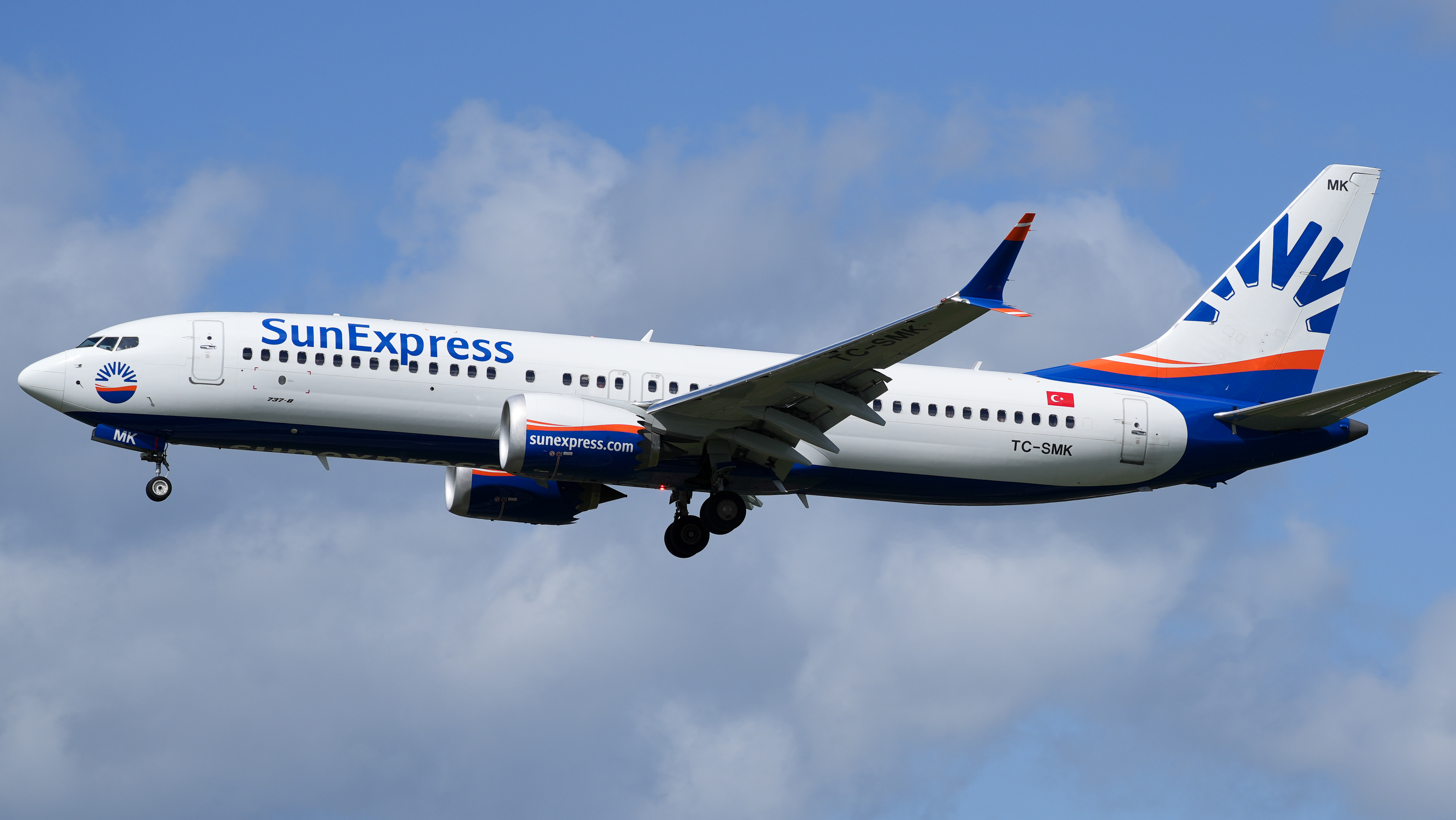
Un Boeing 737 MAX 8.

Ad aprile 2025, la flotta di SunExpress è così composta:

### Flotta storica

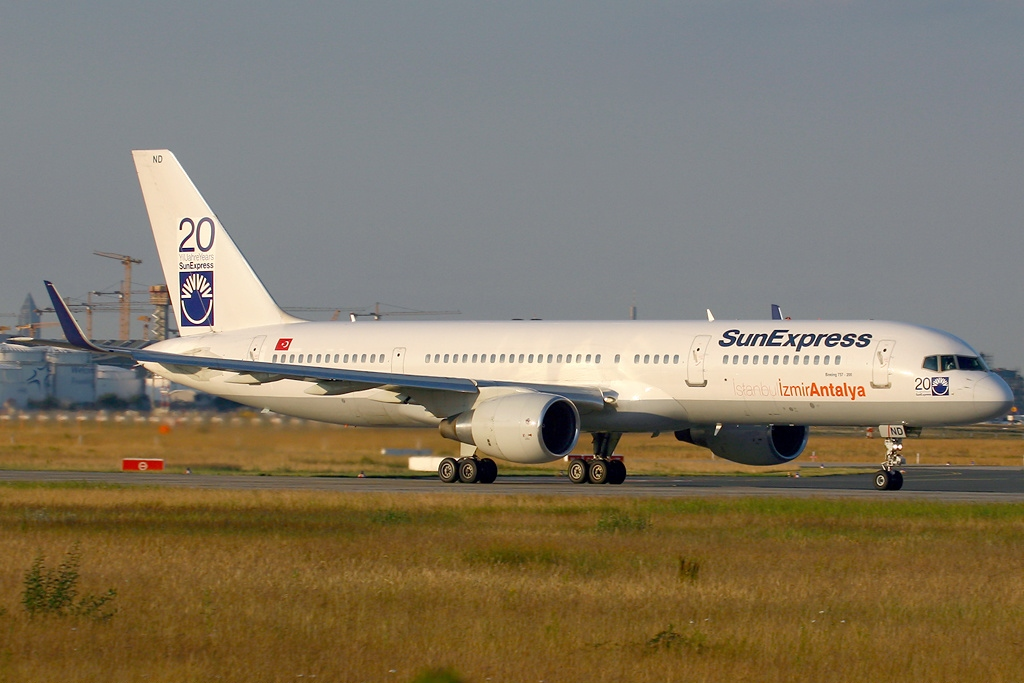
Un Boeing 757-200.

SunExpress operava in precedenza con i seguenti aeromobili: